# Haibühl
Haibühl ist ein Gemeindeteil der Gemeinde Arrach im oberpfälzischen Landkreis Cham.

## Geschichte
Erstmals urkundlich erwähnt ist Haibühl im Jahr 1293. Im Mittelalter gehörte es dem Kloster Rott. Im 19. und 20. Jahrhundert bildete es über vier Generationen ein Zentrum der Glasmalerei, wo die Malerfamilie Stoiber ihre Werkstatt betrieb.
Mit dem bayerischen Gemeindeedikt von 1818 entstand die Gemeinde Haibühl mit den Teilorten
- Haibühl
- Auhof
- Kummersdorf
- Ottenzell
- Stadlern

Elf Männer gründeten am 3. Mai 1885 die Freiwillige Feuerwehr Haibühl. Im Jahr 1993 wurde der Name auf Freiwillige Feuerwehr Haibühl-Ottenzell erweitert. Örtliche Sportvereine sind der SC Arrach-Haibühl 1946 e.V., der TC Haibühl und der ESV Haibühl-Ottenzell.
Mit der Gemeindegebietsreform wurden am 1. Mai 1978 die Gemeinden Haibühl und Arrach zur neuen Gemeinde Arrach zusammengeschlossen.
In Haibühl befinden sich das Rathaus und die Volksschule (Grundschule) Arrach/Haibühl mit Turnhalle. Der neu gestaltete Dorfplatz prägt die Mitte des Pfarrdorfes.

## Pfarrkirche St. Wolfgang
Die ab 1654 erbaute Wolfgangkapelle wurde 1859/60 durch einen Altarraum und eine Sakristei erweitert. Nach dem Abriss des Turmes im Jahr 1866 entstand 1892 ein neuer Turm, der 1927 um ein Obergeschoss ergänzt wurde. 1903/04 errichtete Johann Baptist Schott einen Teilneubau. Ihre jetzige Form erhielt die Pfarrkirche St. Wolfgang 1977/78 durch den Umbau in eine Saalkirche (O. Lenner). Die barocke Ausstattung blieb erhalten und der Turm bestehen.